# Репабликан-Ривер
Репа́бликан-Ри́вер, Репа́бликан (англ. Republican River) — река на юге штата Небраска и на севере штата Канзас, США. Наряду со Смоки-Хилл является одной из двух составляющих реки Канзас, которая несёт свои воды в реку Миссури. Составляет около 729 км в длину; площадь бассейна — 64 491 км².
Берёт начало от слияния рек Северная Репабликан-Ривер и Арикэри к северу от деревни Хайглер, округ Данди штата Небраска. Сливается с рекой Южная Репабликан-Ривер к юго-востоку от города Бенкелмен. Течёт преимущественно в восточном и юго-восточном направлениях. Сливается с рекой Смоки-Хилл вблизи города Джанкшен-Сити, в округе Гири штата Канзас, формируя реку Канзас. На берегах реки расположены такие населённые пункты как: Мак-Кук, Клей-Сентер, Конкордия и Джанкшен-Сити.
Река получила название (буквально — «Республиканская река») от индейского племени Пауни, которое белые поселенцы называли «республиканцами». Распределение воды реки Репабликан-Ривер регулируется на основе соглашения между штатами Небраска, Канзас и Колорадо. Крупные наводнения на реке случались в 1902 и 1935 годах.
В 1873 году лакота нанесли серьёзный удар по пауни в ходе резни в Каньоне на реке Репабликан.